# ميناء الصويرة
ميناء الصويرة هو ميناء صيد تاريخي بني في القرن الثامن عشر في مدينة الصويرة الساحلية في المغرب. يعتبر الميناء أقدم موانئ الصيد التقليدية في البلاد، وواحد من 14 ميناء صيد رئيسي في المغرب، كما يعد من أفضل مواقع الجذب السياحية في المغرب، مما جعله إلى جانب تحصينات المدينة المطلة على المحيط الأطلسي مدرجا ضمن لائحة موقع للتراث العالمي لليونسكو، ويعد هذا الميناء واحدا من أفضل المعالم التاريخية والثقافية في المغرب، حيث يجمع بين الأصالة والجمال الطبيعي. يقع هذا الميناء العريق في مدينة الصويرة الساحلية، التي تُطل على المحيط الأطلسي، ويُعد شاهدًا على تاريخ غني وحضارة متعددة الثقافات.

## معرض الصور

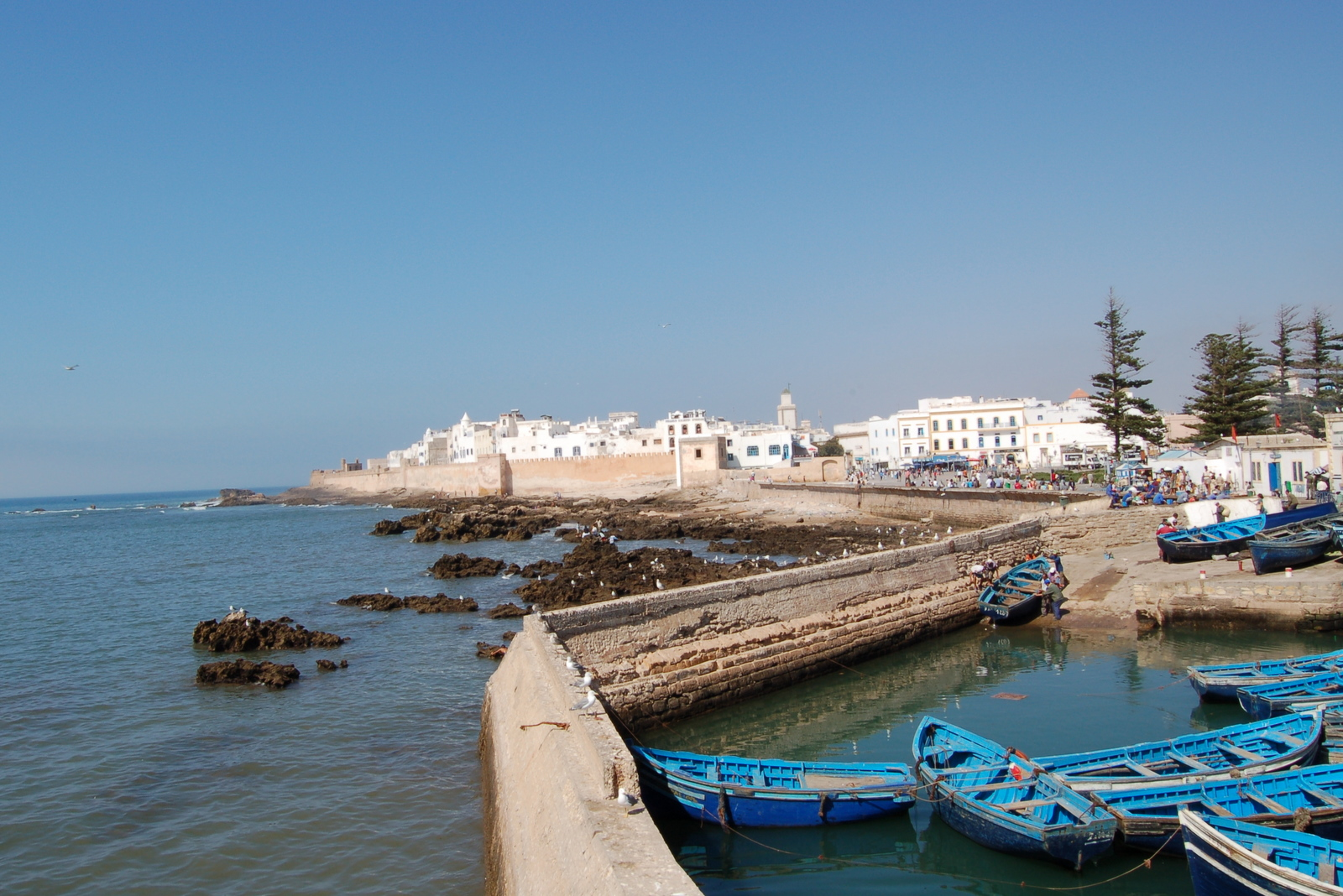
أسوار الميناء تحيط بالمدينة العتيقة للصويرة.
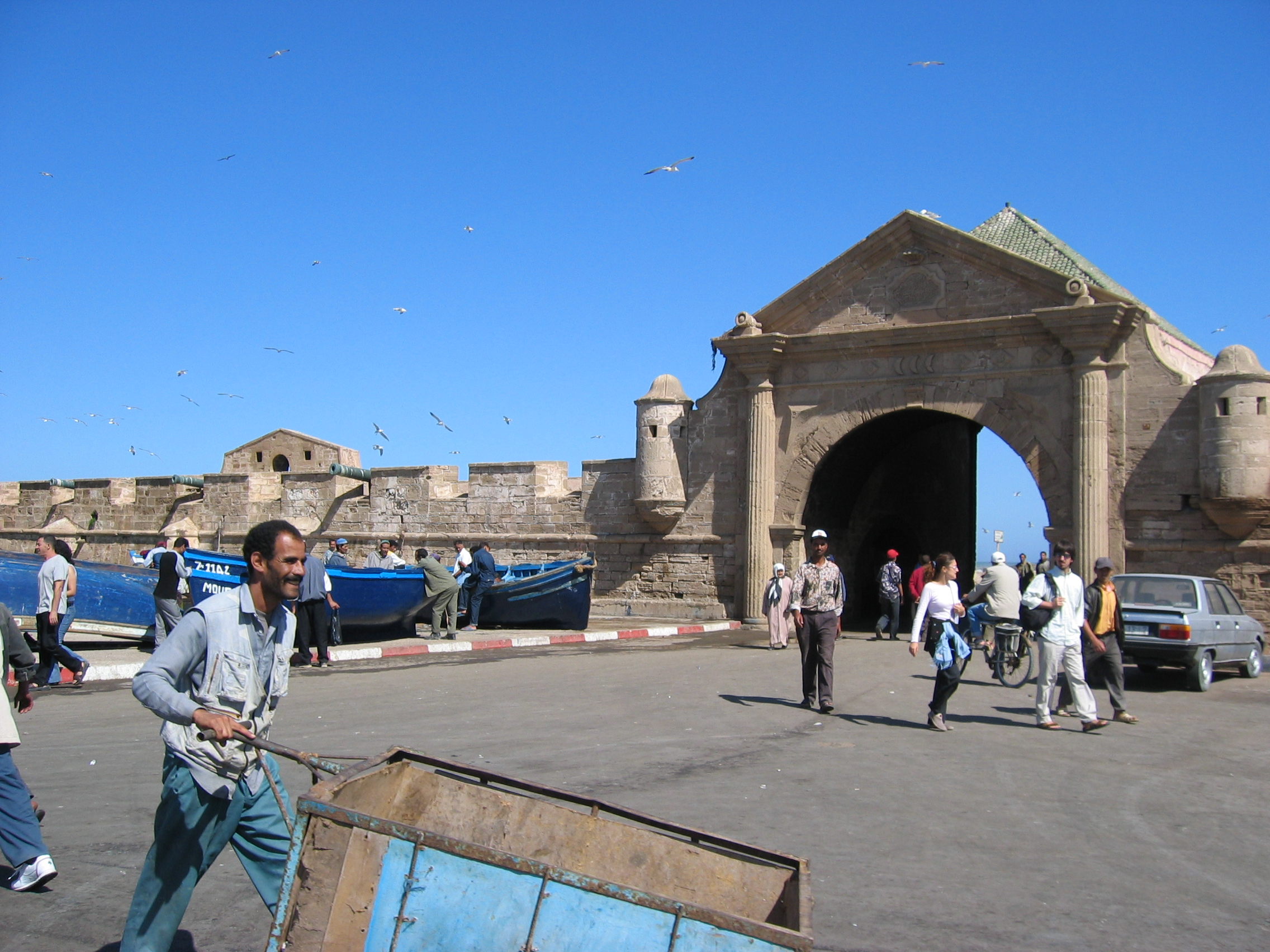
بوابة باب المرسى باتجاه المدينة.
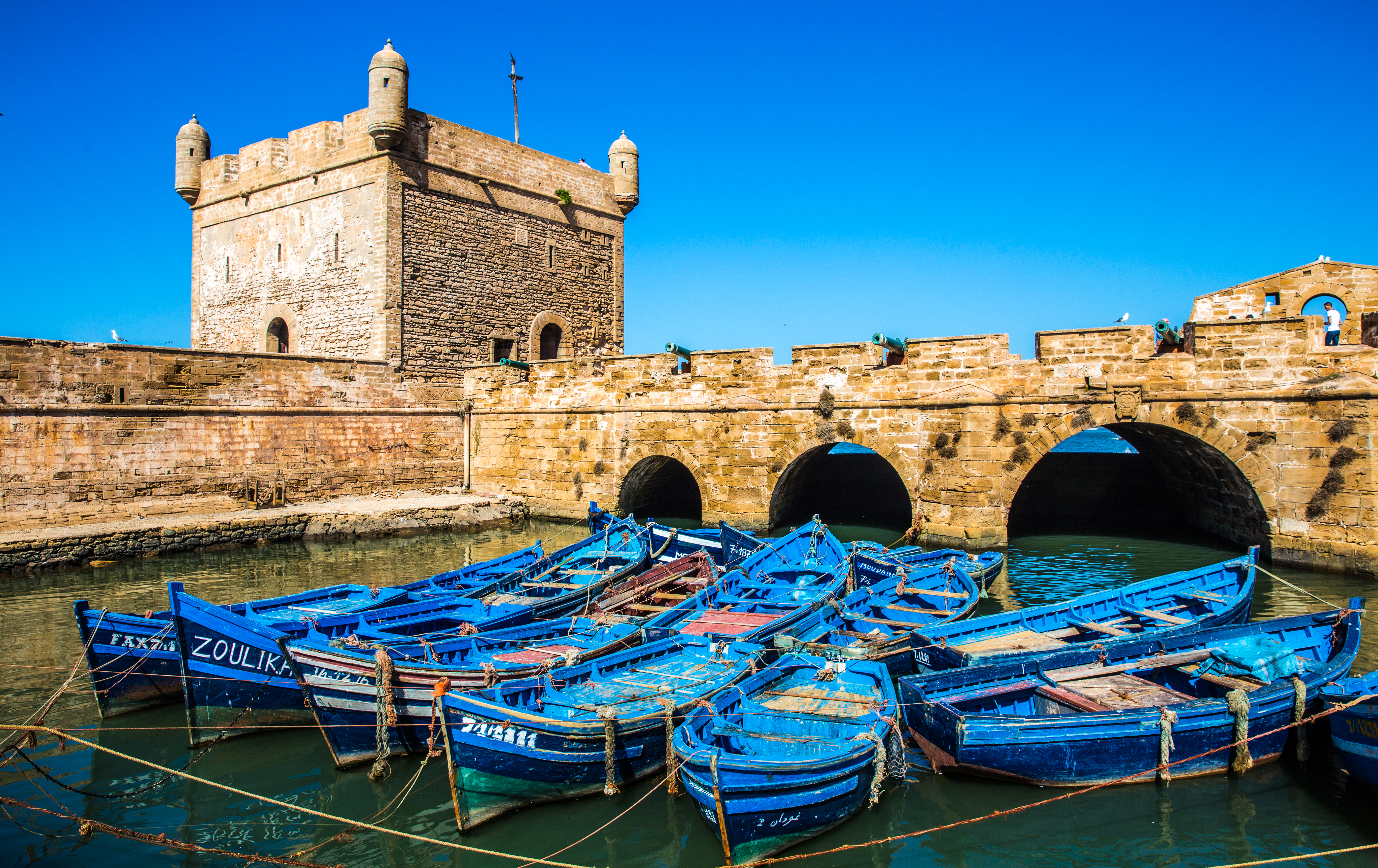
سقالة المدينة (المعروفة قديما بكاستيلو ريال).
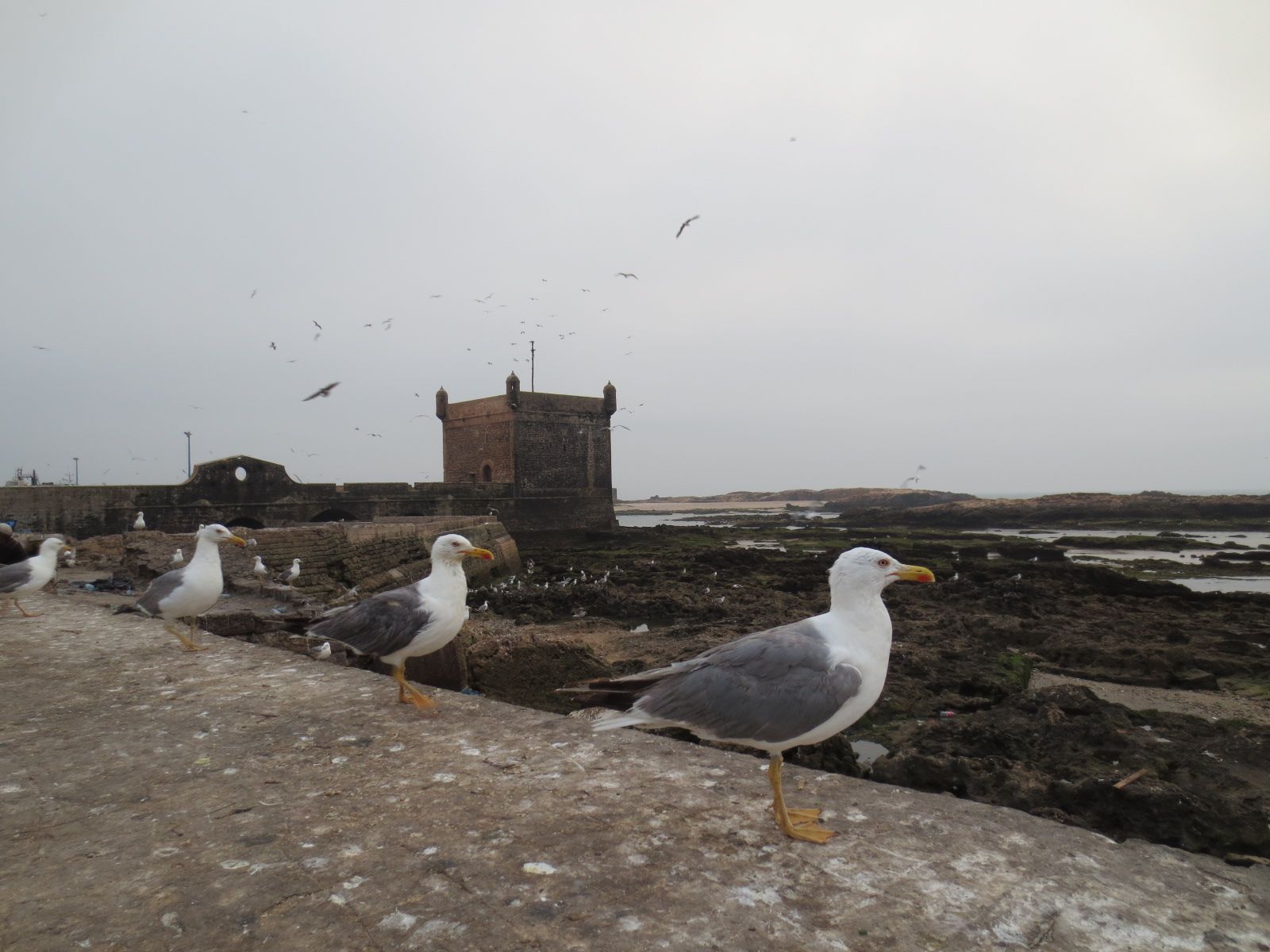
تعد سقالة المرسى وجزر الصويرة وطيور النورس معالم بارزة لميناء الصويرة منذ عقود.
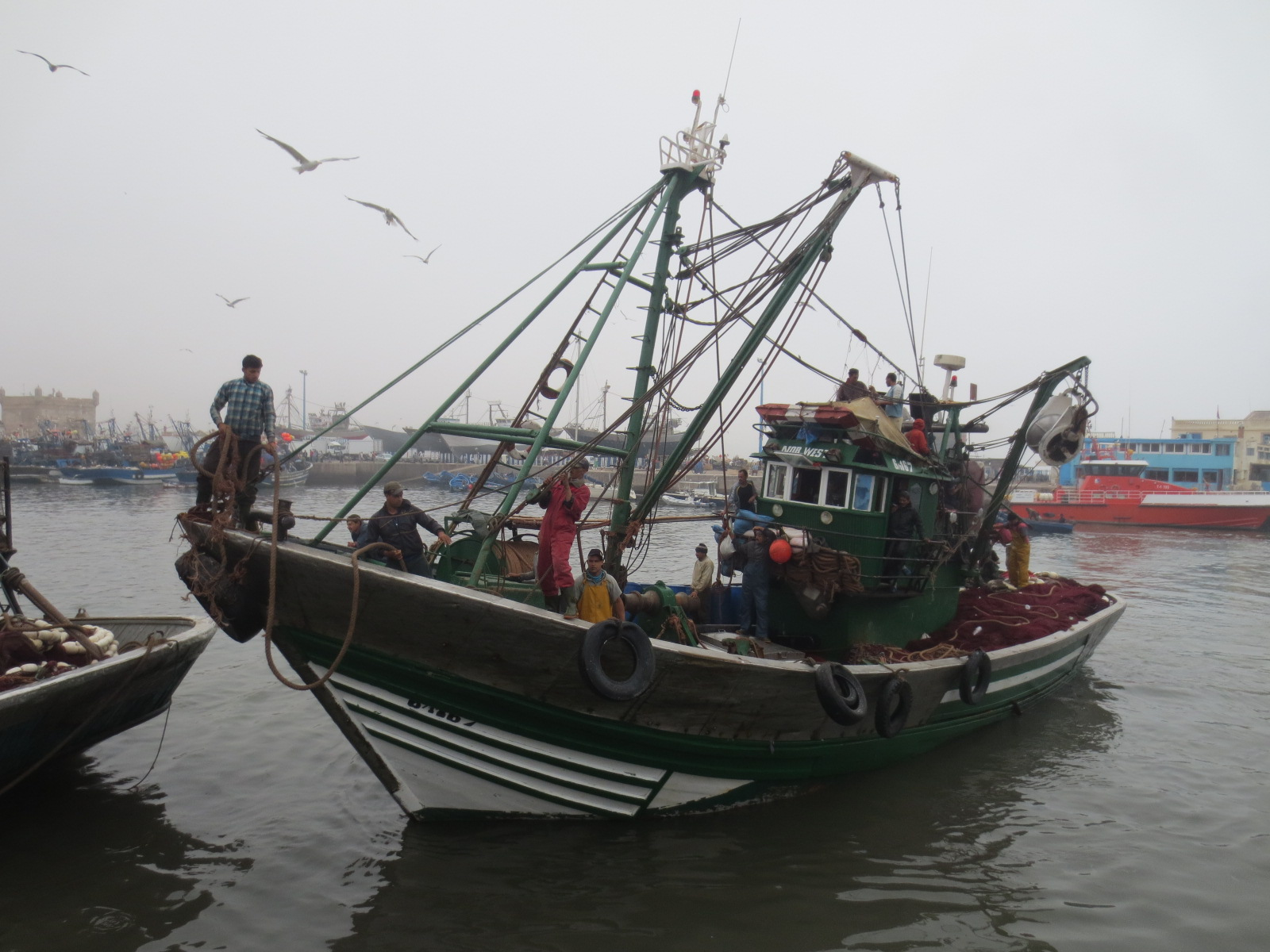
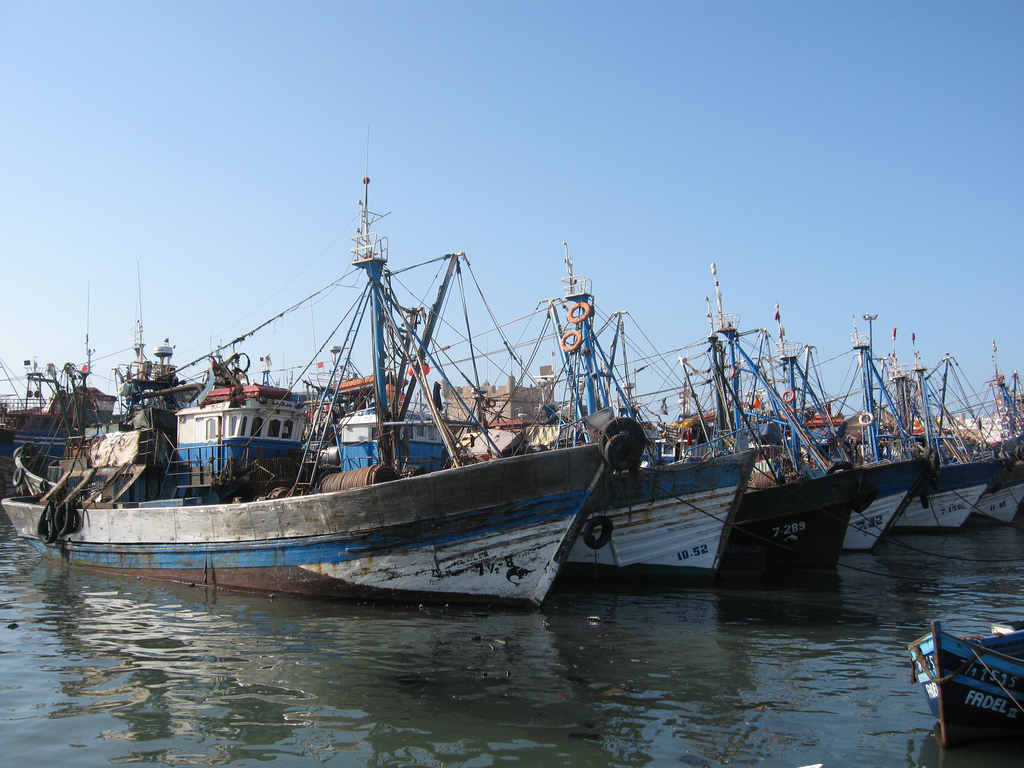
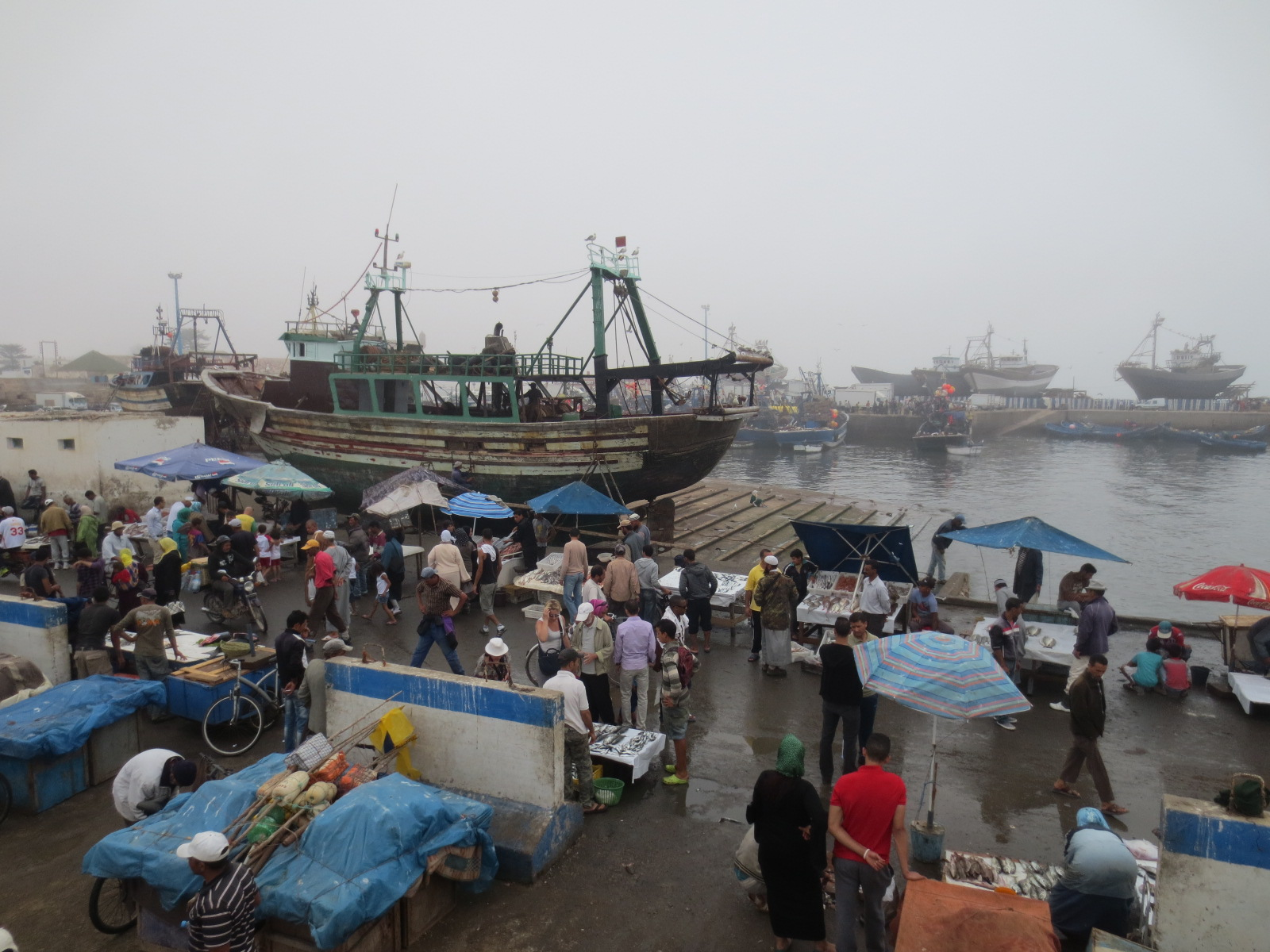
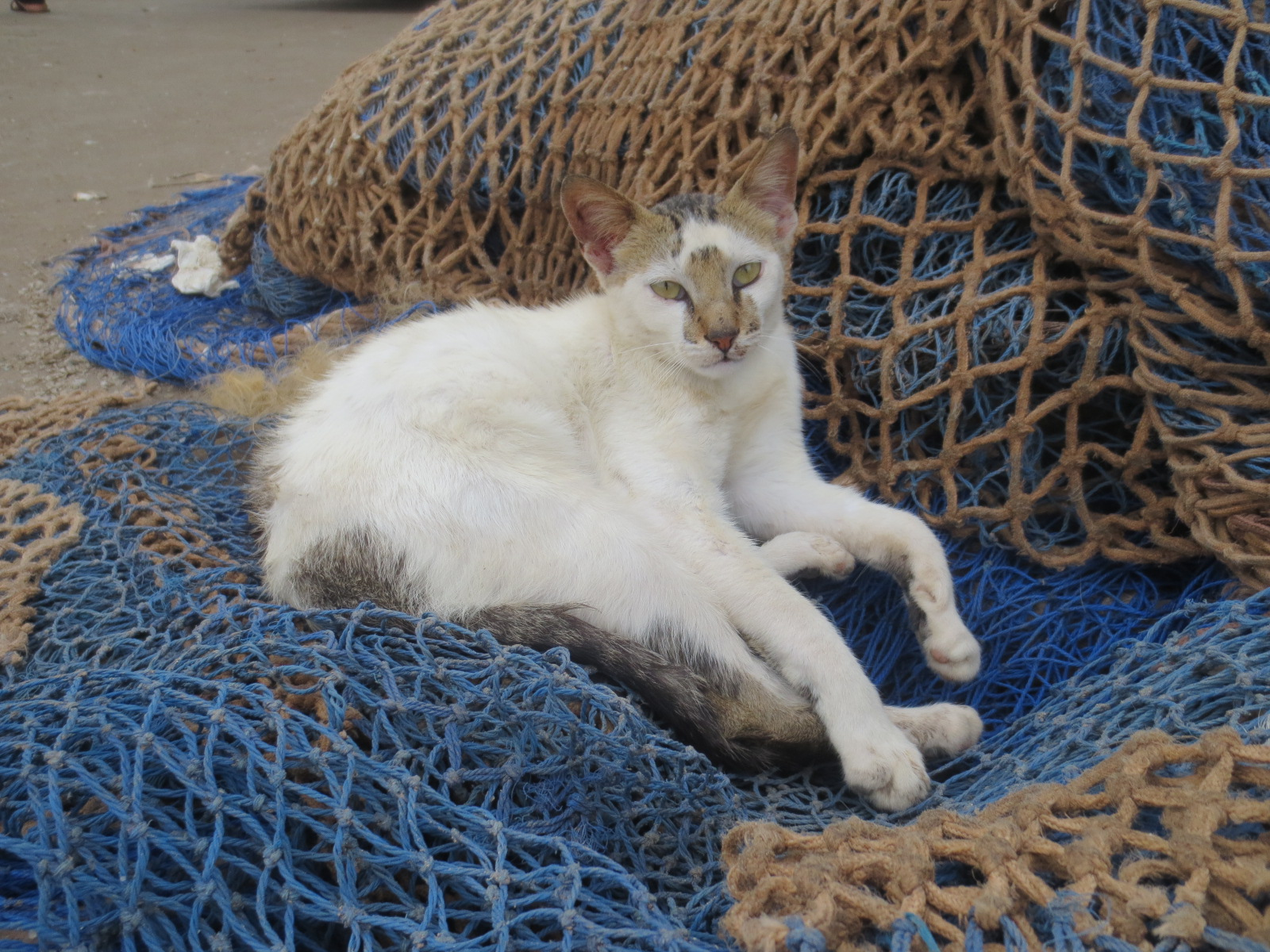